# Overlevelsessæt
Et overlevelsessæt er en pakke med grundlæggende værktøjer og forsyninger, der er forberedt som en hjælp til overlevelse i en nødsituation. Civile fly og militære fly, redningsbåde og rumfartøjer er udstyret med overlevelsessæt.
Overlevelsessæt fås i forskellige størrelser og indeholder forsyninger og værktøjer til at give en overlevende grundlæggende ly mod vejret, hjælpe dem med at holde varmen, opfylde grundlæggende sundhedsbehov og førstehjælpsbehov, give mad og vand, signalere til redningsfolk og hjælpe med at finde vejen tilbage for at hjælpe. Tilbehør i et overlevelsessæt inkluderer normalt en kniv (ofte en svejtserkniv eller et multiværktøj), tændstikker, førstehjælpskasse, sjal, fiskekroge, sysæt og en lommelygte.
Civile som fx skovarbejdere, landmålere eller bushpiloter, der arbejder i fjerntliggende steder eller i regioner med ekstreme klimaforhold, kan også være udstyret med overlevelsessæt. Katastrofeforsyninger holdes også ved hånden af dem, der bor i områder, der er udsat for jordskælv eller andre naturkatastrofer. For at den gennemsnitlige borger kan praktisere katastrofeberedskab, vil nogle byer have overlevelsesbutikker til at holde overlevelsesforsyninger på lager.
Det amerikanske Røde Kors anbefaler et overlevelsessæt, der er let at bære og bruge i tilfælde af en nødsituation eller katastrofe.

## Yderligere læsning
- Mountaineering: The Freedom of the Hills; 8th Ed; Mountaineers Books; 596 pages; 1960 to 2010; ISBN 978-1594851384.